# Río Añamaza
Río Añamaza är ett vattendrag i Spanien. Det ligger i den nordöstra delen av landet, 230 km nordost om huvudstaden Madrid.